# F. C. Itzaes
Itzaes de Yucatán FC fue un club de fútbol mexicano que jugaba en la Tercera División de México . El club tenía su sede en Yucatán, México.

## Historia
El club fue fundado en 1981 como Mayas debido a la herencia maya de la ciudad, jugando en la Tercera División de México . El club llegaría a su primera final en 1989 ante la Furia Azul del Ayense. La final se jugó en el Estadio Carlos Iturralde, donde el club perdió el partido.
El club no llegaría a otra final hasta 2007  cuando esta vez fue derrotado por Atlético Cihuatlán .
El club ha jugado en la Tercera División de México desde su primer partido en 1981 hasta su fatídica desaparición en el año 2016 cuando se convirtió en Venados de Yucatán  .

## Palmarés
- Subcampeón de la Tercera División de México (2) 1981,2007